# Cyclaspis perelegans
Cyclaspis perelegans är en kräftdjursart som beskrevs av Daniel Roccatagliata och Moreira 1987. Cyclaspis perelegans ingår i släktet Cyclaspis och familjen Bodotriidae. Inga underarter finns listade i Catalogue of Life.